# Красне (Мартинівська сільська громада)
Красне —  селище в Україні, у Мартинівській сільській громаді Полтавського району Полтавської області. Населення становить 208 осіб. До 2019 орган місцевого самоврядування — Мартинівська сільська рада.

## Географія
Селище Красне знаходиться в балці Ракосіївка біля урочища Осиковий Кущ біля витоків річки Ланна. За 2,5 км розташовані селища Тишенківка та Шевченка.

## Історія
12 червня 2020 року, відповідно до розпорядження Кабінету Міністрів України № 721-р «Про визначення адміністративних центрів та затвердження територій територіальних громад Полтавської області», селище увійшло до складу Мартинівської сільської громади.
19 липня 2020 року, в результаті адміністративно - територіальної реформи та ліквідації Карлівського району, селище увійшло до складу новоутвореного Полтавського району Полтавської області.
22 червня 2023 року рішенням Національної комісії зі стандартів державної мови віднесено до списку населених пунктів, які «можуть не відповідати лексичним нормам української мови», зокрема стосуватися «російської імперської чи колоніальної політики». Громаді рекомендовано обґрунтувати доцільність збереження поточної назви або запропонувати нову назву в установленому законодавством порядку.